# Rafaila
Rafaila is een Roemeense gemeente in het district Vaslui.
Rafaila telt 1974 inwoners.